# Eressa musa
Eressa musa là một loài bướm đêm thuộc phân họ Arctiinae, họ Erebidae.